# Fotballklubben Bodø/Glimt 2024
La stagione 2024 del FK Bodø/Glimt è stata la 108ª stagione della sua esistenza e la 7ª consecutiva nella massima serie del calcio norvegese.

## Giocatori

### Rosa
Aggiornata al 3 febbraio 2024.
| N. |                     | Ruolo | Calciatore            |
| -- | ------------------- | ----- | --------------------- |
| 1  | Norvegia (bandiera) | P     | Julian Faye Lund      |
| 2  | Norvegia (bandiera) | D     | Marius Lode           |
| 3  | Norvegia (bandiera) | D     | Omar Elabdellaoui     |
| 4  | Norvegia (bandiera) | D     | Odin Bjørtuft         |
| 5  | Norvegia (bandiera) | D     | Brice Wembangomo      |
| 6  | Norvegia (bandiera) | D     | Isak Amundsen         |
| 7  | Norvegia (bandiera) | D     | Haitam Aleesami       |
| 8  | Norvegia (bandiera) | C     | Sondre Auklend        |
| 9  | Norvegia (bandiera) | A     | Jens Petter Hauge     |
| 10 | Norvegia (bandiera) | C     | Daniel Bassi          |
| 11 | Norvegia (bandiera) | A     | Runar Espejord        |
| 12 | Russia (bandiera)   | P     | Nikita Hajkin         |
| 14 | Norvegia (bandiera) | C     | Ulrik Saltnes         |
| 15 | Norvegia (bandiera) | D     | Fredrik André Bjørkan |
| 16 | Norvegia (bandiera) | C     | Morten Konradsen      |

| N. |                      | Ruolo | Calciatore            |
| -- | -------------------- | ----- | --------------------- |
| 18 | Norvegia (bandiera)  | D     | Brede Moe             |
| 19 | Norvegia (bandiera)  | C     | Sondre Fet            |
| 20 | Norvegia (bandiera)  | C     | Fredrik Sjøvold       |
| 22 | Norvegia (bandiera)  | A     | Petter Nosakhare Dahl |
| 25 | Norvegia (bandiera)  | C     | Tobias Gulliksen      |
| 27 | Norvegia (bandiera)  | A     | Sondre Sørli          |
| 28 | Norvegia (bandiera)  | A     | Oscar Kapskarmo       |
| 30 | Danimarca (bandiera) | D     | Adam Sørensen         |
| 37 | Norvegia (bandiera)  | C     | Ask Tjærandsen-Skau   |
| 44 | Norvegia (bandiera)  | P     | Magnus Brøndbo        |
| 45 | Norvegia (bandiera)  | P     | Isak Aron Sjong       |
| 47 | Norvegia (bandiera)  | D     | Stian Kristiansen     |
| 77 | Norvegia (bandiera)  | C     | Patrick Berg          |
| 94 | Norvegia (bandiera)  | A     | August Mikkelsen      |

## Calciomercato

### Sessione invernale
| Acquisti         | Acquisti          | Acquisti              | Acquisti      |
| R.               | Nome              | da                    | Modalità      |
| ---------------- | ----------------- | --------------------- | ------------- |
| D                | Jostein Gundersen | Tromsø                | definitivo    |
| C                | Håkon Evjen       | Brøndby               | definitivo    |
| A                | August Mikkelsen  | Hammarby              | definitivo    |
| A                | Kasper Høgh       | Stabæk                | definitivo    |
| Altre operazioni |                   |                       |               |
| R.               | Nome              | da                    | Modalità      |
| P                | Kjetil Haug       | Tolosa                | fine prestito |
| D                | Lucas Kubr        | Moss                  | fine prestito |
| C                | Syver Skeide      | Hødd                  | fine prestito |
| C                | Gaute Vetti       | Stabæk                | fine prestito |
| A                | Jens Petter Hauge | Eintracht Francoforte | fine prestito |

| Cessioni         | Cessioni               | Cessioni            | Cessioni                 |
| R.               | Nome                   | a                   | Modalità                 |
| ---------------- | ---------------------- | ------------------- | ------------------------ |
| D                | Marius Lode            | Häcken              | definitivo               |
| D                | Isak Amundsen          | Molde               | definitivo               |
| D                | Sigurd Kvile           | Fredrikstad         | prestito, poi definitivo |
| D                | Stian Kristiansen      | Sandefjord          | definitivo               |
| C                | Morten Konradsen       | Haugesund           | definitivo               |
| A                | Amahl Pellegrino       | S.J. Earthquakes    | definitivo               |
| A                | Tobias Fjeld Gulliksen | Djurgården          | definitivo               |
| A                | Faris Moumbagna        | Olympique Marsiglia | definitivo               |
| Altre operazioni |                        |                     |                          |
| R.               | Nome                   | a                   | Modalità                 |
| A                | Petter Nosakhare Dahl  | KFUM Oslo           | prestito                 |
| A                | Jeppe Kjær             | Fredrikstad         | prestito                 |

## Risultati

### Coppa di Norvegia
| Arbitro: | Oliver Skaret Barsøe |

|  |           |                                                             |
|  | Marcatori | 6’, 23’, 26’ Sørli 11’ Kapskarmo 29’ Saltnes 70’ Wembangomo |

| Arbitro: | Mohammad Hafezi |

|  |           |                       |
|  | Marcatori | 25’ Saltnes 87’ Sørli |

| Arbitro: | Ola Hobber Nilsen |

|                     |           |                                    |
| Evjen 19’ Hauge 41’ | Marcatori | 4’, 49’ Åsen 28’ Vá 63’ Gabrielsen |

### UEFA Europa Conference League (2023-2024)

#### Spareggi
| Arbitro: | António Nobre |

|                                            |           |                  |
| Van den Boomen 90+1’ (rig.) Berghuis 90+7’ | Marcatori | 16’, 64’ Grønbæk |

| Arbitro: | Anastasios Sidīropoulos |

|          |           |                          |
| Berg 83’ | Marcatori | 34’ Berghuis 114’ Taylor |

### UEFA Champions League (2024-2025)

#### Qualificazioni
| Arbitro: | Donald Robertson |

|                                             |           |  |
| Mikkelsen 2’, 76’ Saltnes 18’ Kapskarmo 40’ | Marcatori |  |

| Arbitro: | Jakob Sundberg |

|               |           |                                       |
| Ikaunieks 14’ | Marcatori | 40’ (rig.) Hauge 82’ Saltnes 88’ Høgh |

| Arbitro: | Sven Jablonski |

|  |           |                    |
|  | Marcatori | 58’ (aut.) Diéguez |

| Arbitro: | Benoît Bastien |

|                                  |           |                |
| Fet 34’, 56’ Määttä 38’ Høgh 70’ | Marcatori | 4’ (aut.) Berg |

| Arbitro: | Ivan Kružliak |

|                         |           |             |
| Bjørtuft 52’ Määttä 62’ | Marcatori | 75’ Mimović |

| Arbitro: | Davide Massa |

|                              |           |  |
| Duarte 26’ (rig.) Spajić 59’ | Marcatori |  |

### UEFA Europa League (2024-2025)

#### Fase campionato
| Arbitro: | Orel Grinfeld |

|                         |           |                     |
| Høgh 15’ Hauge 40’, 62’ | Marcatori | 8’ Aghehowa 90’ Gül |

| Bruxelles 3 ottobre 2024, ore 21:00 CEST 2° giornata | Union Saint-Gilloise | 0 – 0 referto | Bodø/Glimt | Stadio Re Baldovino (5 576 spett.)\| Arbitro: \| Ondřej Berka \| |
| Arbitro:                                             | Ondřej Berka         |               |            |                                                                  |

| Arbitro: | Nenad Minaković |

|             |           |                         |
| Niakaté 64’ | Marcatori | 53’ Evjen 90+4’ Nielsen |

| Arbitro: | Luís Godinho |

|          |           |                         |
| Berg 41’ | Marcatori | 22’ Bayramov 69’ Zoubir |

| Arbitro: | Lawrence Visser |

|                              |           |                            |
| Garnacho 1’ Højlund 45’, 50’ | Marcatori | 19’ Evjen 23’ Zinckernagel |

| Arbitro: | Filip Glova |

|                               |           |               |
| Zinckernagel 37’ Bjørtuft 43’ | Marcatori | 21’ Fernandes |

Le restanti due partite della fase campionato (contro Maccabi Tel Aviv e Nizza) e le successive partite della fase a eliminazione diretta (spareggi, ottavi e quarti di finale) si giocano durante la stagione 2025.